# Final Fantasy III Original Sound Version
Bande originale du jeu Final Fantasy III (Square) sur Famicom.

## Fiche technique
- Composé par : Nobuo Uematsu
- Sortie : 15 septembre 1991 (édition originale), 26 novembre 1994 (réédition)
- Référence : N23D-002 (NTT / Polystar - édition originale), PSCN-5013 (NTT Publishing - réédition)

## Liste des musiques
| No  | Titre                       | Durée |
| --- | --------------------------- | ----- |
| 1.  | The Prelude                 |       |
| 2.  | Crystal Cave                |       |
| 3.  | Battle 1 ~ Fanfare          |       |
| 4.  | Crystal Room                |       |
| 5.  | Opening Theme               |       |
| 6.  | My Home Town                |       |
| 7.  | Eternal Wind                |       |
| 8.  | Jinn, the Fire              |       |
| 9.  | The Dungeon                 |       |
| 10. | Return of the Warrior       |       |
| 11. | The Way to the Top          |       |
| 12. | Cute Little Tozas           |       |
| 13. | Shrine of Nept              |       |
| 14. | Sailing Enterprise          |       |
| 15. | Living Forest               |       |
| 16. | Time Remains                |       |
| 17. | Chocobos!                   |       |
| 18. | Big Chocobo!                |       |
| 19. | Tower of Owen               |       |
| 20. | Veggies of Geasal           |       |
| 21. | Castle of Hain              |       |
| 22. | Battle 2                    |       |
| 23. | The Requiem                 |       |
| 24. | Go Above the Clouds!        |       |
| 25. | The Boundless Ocean         |       |
| 26. | Elia, the Maiden of Water   |       |
| 27. | Town of Water               |       |
| 28. | Let's Play the Piano!       |       |
| 29. | Let's Play the Piano Again! |       |
| 30. | Swift Twist                 |       |
| 31. | Good Ol' Fellows            |       |
| 32. | In the Covert Town          |       |
| 33. | Salonia                     |       |
| 34. | Deep Under the Water        |       |
| 35. | Beneath the Horizon         |       |
| 36. | Let Me Know the Truth       |       |
| 37. | Lute of Noah                |       |
| 38. | Good Morning!               |       |
| 39. | The Invincible              |       |
| 40. | Forbidden Land              |       |
| 41. | The Crystal Tower           |       |
| 42. | The Dark Crystals           |       |
| 43. | This is the Last Battle     |       |
| 44. | The Everlasting World       |       |